# 周光復
周光復（1554年—？），字元禮，號見心，浙江紹興府嵊縣人，民籍，明朝政治人物。

## 生平
萬曆四年丙子科浙江鄉試第七十九名，萬曆八年（1580年）庚辰科會試第一百六十一名，登三甲第一百四十七名進士。工部觀政，授行人司行人，十四年候补工部主事，十七年丁憂归乡。二十一年复除本部，二十二年升员外郎，本年升郎中，二十三年升益府長史。

## 家族
曾祖周瀚；祖父周晟，曾任知縣；父周紹祖。母尹氏。